# Kostel svatého Alexandra Něvského (Kodaň)
Kostel svatého Alexandra Něvského (rusky Церковь благоверного князя Александра Невского, dánsky Aleksandr Nevskij Kirke) je chrám Ruské pravoslavné církve v hlavním městě Dánska Kodani.

## Historie
Chrám byl vybudován na přání ruské carevny Marie Fjodorovny, dcery dánského krále Kristiána IX. Kostel byl postaven v letech 1881 až 1883 podle projektu D. N. Grimma. Vysvěcen byl 29. srpna 1883. Slouží potřebám pravoslavných věřících ruského původu. Pojmenován je podle ruského vládce a světce z 13. století Alexandra Něvského, který zastavil invazi Švédů a Němců na území Ruska.